# Sang-froid (revue)
Pour les articles homonymes, voir Sang-froid.
 
La revue Sang-froid est une publication trimestrielle dédiée à la justice, à l’investigation et au polar. Elle a été créée en mars 2016, par Stéphane Damian-Tissot, son rédacteur en chef, et Yannick Dehée, son directeur de la publication, qui est également directeur de la maison d’édition Nouveau Monde. Cette revue fait partie des mooks, ces publications périodiques de forme hybride, entre magazine, revue et livre, dont le contenu privilégie les grands reportages et les enquêtes approfondies, les textes étant illustrés par des dessins et des photographies.
La revue Sang-froid est vendue uniquement en librairie, Relay, grandes surfaces culturelles et sur son site internet. Elle n'est pas vendue en kiosque. Le numéro 5, marquant son premier anniversaire, est paru en mars 2017. Mêlant littérature et journalisme, elle tire son nom, du roman De sang-froid de Truman Capote.